# Echineulima thaanumi
Echineulima thaanumi is een slakkensoort uit de familie van de Eulimidae. De wetenschappelijke naam van de soort is voor het eerst geldig gepubliceerd in 1921 door Pilsbry.